# Nora Sun
Nora Sun (Xangai, 6 de agosto de 1937 - Taipé, 29 de janeiro de 2011) foi uma diplomata e empresária sino-americana, neta de Sun Yat-sen, considerado o Pai da Nação da República Popular da China.